# Galitxni
Galitxni (en rus: Галичный) és un poble (un possiólok) del krai de Khabàrovsk, a Rússia, que el 2012 tenia 561 habitants. Pertany al districte rural de Komsomolsk na Amure.